# L'Affaire Karen McCoy
Ne doit pas être confondu avec The Real McCoy.
Pour plus de détails, voir Fiche technique et Distribution.
L'Affaire Karen McCoy ou La vraie de vraie au Québec (The Real McCoy) est un film américain réalisé par Russell Mulcahy et sorti en 1993. Il s'agit d'une adaptation libre du roman Bellman and True de Desmond Lowden, publié en 1975.
Le film est un échec commercial et critique.

## Synopsis
Karen McCoy est prise en flagrant délit de vol de banques et purge 6 ans de prison. À sa sortie, elle souhaite reprendre une vie normale avec son fils. Mais ses anciens complices, de mèche avec l'officier de police qui s'occupe de sa liberté conditionnelle, remettent la main sur elle pour la forcer à travailler pour eux. La pression pour l'obliger à cambrioler de nouveau la même banque va jusqu'à l'enlèvement de son fils.
Réussira-t-elle cette fois ?

## Fiche technique
Sauf indication contraire, les informations mentionnées dans cette section peuvent être confirmées par la base de données cinématographiques IMDb,  présente dans la section « Liens externes ».
- Titre français : L'Affaire Karen McCoy
- Titre québécois : La vraie de vraie
- Titre original : The Real McCoy
- Réalisation : Russell Mulcahy
- Scénario : William Davies et William Osborne, d'après le roman Bellman and True de Desmond Lowden
- Musique : Brad Fiedel
- Photographie : Denis Crossan
- Montage : Peter Honess
- Décors : Kim Colefax
- Costumes : Donna O'Neal
- Production : Willi Bär, Martin Bregman, Michael Scott Bregman, Louis A. Stroller, William Davies, Ortwin Freyermuth, Gary Levinsohn et William Osborne

Coproducteur : Louis A. Stroller
- Sociétés de production : Bregman/Baer Productions, Capella International et Connexion Film Productions
- Distribution : Universal Pictures (États-Unis), CTV International (France)
- Pays de production :  États-Unis
- Format : Couleurs - 1,85:1 - Dolby / DTS - 35 mm
- Genre : Action et thriller
- Durée : 105 minutes
- Dates de sortie :
  - États-Unis : 10 septembre 1993
  - France : 17 août 1994

## Distribution
- Kim Basinger (VF : Frédérique Tirmont ; VQ : Natalie Hamel-Roy) : Karen McCoy
- Val Kilmer (VF : Philippe Vincent ; VQ : Daniel Picard) : J. T. Barker
- Terence Stamp (VF : Jean-Pierre Leroux ; VQ : Claude Préfontaine) : Jack Schmidt
- Gailard Sartain (VF : Richard Leblond ; VQ : Yves Massicotte) : Gary Buckner
- Zach English (VF : Hervé Grull ; VQ : Hélène Lasnier) : Patrick
- Raynor Scheine (VF : Gilbert Lévy ; VQ : Sébastien Dhavernas) : Baker
- Nick Searcy (VF : Guy Chapellier ; VQ : Marc Bellier) : Roy Sweeney
- Deborah Hobart (VQ : Marie-Andrée Corneille) : Cheryl Sweeney
- Pamela Stubbart : Kelly
- Andy Stahl (VF : Vincent Violette) : M. Kroll
- Dean Rader-Duval : Lewis
- Norman Maxwell : Hoke
- Marc Macaulay (en) : Karl
- Megan Hughes : la petite amie de Schmidt
- Afemo Omilami : le dispatcher des taxis

## Production
Le tournage a lieu dans l'État de Géorgie, principalement à Atlanta.

## Bande originale
1. Breaking Into Vault
2. Where Sleeping Dogs Lie
3. Karen Cases Bank
4. Making Plans
5. Arrival At Bank
6. Security Guard
7. Ash Tray
8. Patrick's Rescue
9. Off To Brazil
10. End Credits

## Accueil
Le film est un échec, aussi bien critique que public. Il récolte des critiques globalement négatives. Sur l'agrégateur américain Rotten Tomatoes, il récolte 18% d'opinions favorables pour 17 critiques et une note moyenne de 3,99⁄10. Le célèbre critique Roger Ebert du Chicago Sun-Times le note 2⁄4 en soulignant que le film ne fait globalement que reprendre les ingrédients éculés des films de braquage.
Le film ne rapporte qu'un peu plus de 6 millions de dollars de recettes aux États-Unis. En France, L'Affaire Karen McCoy n'enregistre que 185 358 entrées.